# Xã Henderson, Quận Hot Spring, Arkansas
Xã Henderson (tiếng Anh: Henderson Township) là một xã thuộc quận Hot Spring, tiểu bang Arkansas, Hoa Kỳ. Năm 2010, dân số của xã này là 932 người.